# 入来院重堅
入来院 重堅（いりきいん しげかた）は、江戸時代中期の薩摩藩士。薩摩入来領主、入来院氏20代当主。

## 生涯
延宝3年（1675年）、日置島津家・島津久竹の次男として生まれる。天和2年（1682年）、入来院重治の娘を娶り婿養子となる。天和3年（1683年）、養父の死去により家督を相続し、入来領主となる。
貞享2年（1685年）、藩主・島津光久の加冠、佐多久逵の理髪で元服し、志摩之助重堅と名乗る。元禄2年（1689年）、三番組頭、野田地頭職となる。元禄4年（1691年）、光久の帰国許可の謝礼使として江戸に下り、江戸城で将軍徳川綱吉に拝謁する。元禄6年（1693年）2月、藩主・綱貴の参勤に番頭として随行する。同年9月、世子・吉貴結納の使者として、桑名藩主・松平定重の屋敷に使いする。
元禄11年（1698年）、入来院家を離籍し、実家の日置島津家に戻る。入来院家家督は、都城島津久理の次男規重が相続した。元文2年（1737年）10月25日死去、享年63。